# Aaron Montgomery Ward
Pour les articles homonymes, voir Montgomery et Ward.
Aaron Montgomery Ward, né le 17 février 1843 ou 1844 à Chatham Borough et mort le 7 décembre 1913 à Chicago, est un homme d'affaires américain.
Il est l'inventeur du catalogue d'offres et de produits.

## Biographie
Né dans une famille nombreuse aux revenus modestes, il a environ 9 ans lorsque son père Sylvester Ward déménage la famille à Niles dans le Michigan. Il y fréquente les écoles publiques et devient apprenti à 14 ans, dans un métier pour aider à subvenir aux besoins de la famille. Selon ses brefs mémoires, il gagne d'abord 25 cents par jour avec une machine à découper dans une usine de douves de tonneaux, puis empile des briques dans un four à 30 cents par jour.
Il travaille ensuite à Saint-Joseph (Michigan) dans un magasin de chaussures. En 1865, il s'installe à Chicago et y travaille dans une entreprise de luminaire. Il entre ensuite à la Field Palmer & Leiter. Lors des tournées fastidieuses qu'il fait, il conçoit une nouvelle technique de marchandisage : la vente par correspondance aux ruraux mais personne n'adhère à son idée.
Devenu vendeur itinérant de produits secs, il persiste dans son idée et se préoccupe du sort de nombreux Américains ruraux du Midwest qui, selon lui, sont surchargés et mal desservis par de nombreux détaillants de petites villes sur lesquels ils doivent compter pour leur marchandise générale. Il fonde ainsi en août 1872 avec deux collègues et un capital total de 1 600 $, la première société de vente par correspondance, entreprise portant son nom, qui deviendra une des plus grandes chaînes de magasins des États-Unis avant de déposer le bilan en 2000. Ses associés abandonnent après deux années d'activité mais, par une utilisation intensive des chemins de fer centrés sur Chicago et en associant son entreprise à l'association à but non lucratif du mouvement agrarien américain de La Grange, il offre aux clients ruraux un stock beaucoup plus important que celui généralement disponible dans les petites villes et à un prix inférieur. Contrairement aux marchands locaux, il n'accorde ni négociation ni crédit. Son catalogue gratuit, imprimé selon les méthodes les plus modernes, est largement envoyé aux clients, leur permettant de voir des images de biens de consommation et d'imaginer comment ils pourraient être utilisés. Plus tard, Ward utilise le service de livraison gratuite en milieu rural du bureau de poste ; il fait pression pour un système de colis postaux qui voit le jour en 1906. Le début du XXe siècle est l'apogée des commandes par correspondance et Ward devient une tradition américaine, avec son rival Sears Roebuck (en).
En 2005, les lecteurs et rédacteurs en chef du magazine Forbes ont classé Aaron Montgomery Ward au 16e rang des hommes d'affaires les plus influents de tous les temps.